# Barri del Pedró
|  | Per a altres significats, vegeu «barri del Pedró (Pals)». |

El Pedró és un barri de Cornellà de Llobregat situat a la part alta del municipi i creix cap al nord-oest, tot limitant amb Esplugues de Llobregat i Sant Joan Despí. Sovint mal anomenat Padró per diverses entitats del barri, l'est limita per l'est amb el barri de la Gavarra i pel sud amb el barri Centre.
Les seves primeres construccions daten de principis del segle xx com a cases d'estiueig i també vinculades al moviment obrer, per causa de la forta expansió per les instal·lacions de diverses fàbriques a la zona. La majoria de la població que s'instal·là al barri, d'ençà la dècada de 1950, provenia de Barcelona i de la onada migratòria espanyola d'Andalusia i Extremadura.

## Equipament i edificis
A nivell arquitectònic, s'hi ubiquen la Fàbrica Bagaria d'estil modernista i datada de 1920, l'església parroquial de Sant Miquel Arcàngel (dels anys 50) i el cementiri municipal — amb diversos elements d'interès patrimonial. També s'hi conserven diverses cases i conjunts d'arquitectura noucentista.
Pel que fa a equipaments públics, el barri està dotat de les escoles públiques CEIP Ignasi Iglésias i CEIP Sant Miquel, l'escola bressol municipal La Rosa dels Vents, el pavelló de Can Carbonell, l'estació de bombers municipals, l'Escola Oficial d'Idiomes i el cementiri municipal.